# Jonathan Aspas Juncal
Jonathan Aspas Juncal (Moaña, 28 februari 1982) is een Spaans voetballer die sinds 2011 uitkomt voor Alki Larnaca. Aspas Juncal speelde eerder voor CD Moaña (1990-1998), Celta de Vigo (1998-2007), Piacenza Calcio (2007-2009) en Excelsior Moeskroen (2009-2010). Na het faillissement van Excelsior Moeskroen ging hij zijn geluk beproeven in Cyprus, bij AE Paphos. Zijn jongere broer Iago is eveneens profvoetballer.

## Spelersstatistieken
| seizoen | club                | klasse | land               | wedst | goals |
| ------- | ------------------- | ------ | ------------------ | ----- | ----- |
| 2001-02 | Celta de Vigo B     | Spanje | Segunda División B | 37    | 2     |
| 2002-03 | Celta de Vigo B     | Spanje | Segunda División B | 21    | 2     |
| 2003-04 | Celta de Vigo B     | Spanje | Segunda División B | 32    | 5     |
| 2003-04 | Celta de Vigo       | Spanje | Primera División   | 3     | 0     |
| 2004-05 | Celta de Vigo       | Spanje | Primera División   | 25    | 2     |
| 2005-06 | Celta de Vigo       | Spanje | Primera División   | 15    | 1     |
| 2006-07 | Celta de Vigo       | Spanje | Primera División   | 21    | 0     |
| 2007-08 | Piacenza Calcio     | Italië | Serie B            | 19    | 2     |
| 2008-09 | Piacenza Calcio     | Italië | Serie B            | 30    | 2     |
| 2009-10 | Excelsior Moeskroen | België | Jupiler Pro League | 15    | 2     |
| 2010-11 | AE Paphos           | Cyprus | A Divizion         | 9     | 0     |
|         |                     |        | Totaal             | 227   | 18    |

Laatst bijgewerkt: 09-05-11